# The Sabbath Stones
The Sabbath Stones (1996) es un álbum recopilatorio de la banda inglesa Black Sabbath. Consta de canciones del álbum desde Born Again de 1983 hasta Forbidden, de 1995.

## Lista de canciones
| N.º | Título                             | Escritor(es)                                 | Álbum                         | Duración |  |
| 1.  | «Headless Cross»                   | Tony Iommi, Cozy Powell, Tony Martin         | Headless Cross (1989)         | 6:32     |  |
| 2.  | «When Death Calls»                 | Iommi, Powell, Geoff Nicholls, Martin        | Headless Cross                | 6:57     |  |
| 3.  | «Devil & Daughter»                 | Iommi, Powell, Martin                        | Headless Cross                | 4:43     |  |
| 4.  | «The Sabbath Stones»               | Iommi, Powell, Nicholls, Martin, Neil Murray | Tyr (1990)                    | 6:48     |  |
| 5.  | «The Battle of Tyr» (Instrumental) | Iommi, Powell, Nicholls, Murray              | Tyr                           | 1:08     |  |
| 6.  | «Odin's Court»                     | Iommi, Powell, Nicholls, Martin, Murray      | Tyr                           | 2:42     |  |
| 7.  | «Valhalla»                         | Iommi, Powell, Nicholls, Martin, Murray      | Tyr                           | 4:41     |  |
| 8.  | «TV Crimes»                        | Ronnie James Dio, Iommi, Geezer Butler       | Dehumanizer (1992)            | 4:01     |  |
| 9.  | «Virtual Death»                    | Iommi, Butler, Martin                        | Cross Purposes (1994)         | 5:46     |  |
| 10. | «Evil Eye»                         | Iommi, Butler, Martin, Eddie Van Halen       | Cross Purposes                | 5:57     |  |
| 11. | «Kiss of Death»                    | Iommi, Powell, Nicholls, Martin, Murray      | Forbidden (1995)              | 6:09     |  |
| 12. | «Guilty as Hell»                   | Iommi, Powell, Nicholls, Martin, Murray      | Forbidden                     | 3:30     |  |
| 13. | «Loser Gets It All»                | Iommi, Powell, Nicholls, Martin, Murray      | Versión japonesa de Forbidden | 2:57     |  |
| 14. | «Disturbing the Priest»            | Iommi, Butler, Bill Ward, Ian Gillan         | Born Again (1983)             | 5:49     |  |
| 15. | «Heart Like a Wheel»               | Iommi, Glenn Hughes, Nicholls, Jeff Glixman  | Seventh Star (1986)           | 6:37     |  |
| 16. | «The Shining»                      | Iommi, Bob Daisley, Ray Gillen               | The Eternal Idol (1987)       | 5:55     |  |